# Michael Clarke
Michael Clarke (Spokane, Washington, 3 de junio de 1946-Treasure Island, Florida, 19 de diciembre de 1993) fue un músico estadounidense. En la década de 1960 fue baterista de la banda de Folk rock The Byrds.
Una leyenda afirma que David Crosby lo descubrió en San Francisco mientras tocaba el bongó en la playa. Antes de ingresar a The Byrds, Clarke tenía muy poco conocimiento de la batería e incluso no tenía el equipamiento necesario para tocar de manera profesional. Con el tiempo se fue acomplando al grupo y adquirió su propio estilo. En 1967 fue reemplazado temporalmente por los músicos de sesión Jim Gordon y Hal Blaine hasta su despido definitivo a principios de 1968.
Tras su salida de The Byrds, trabajó como pintor en Hawái, participó junto a Gene Clark en Dillard and Clark, para continuar su carrera en The Flying Burrito Brothers, junto con su excompañero de banda Chris Hillman, donde fue parte del desastroso concierto de Altamont en 1969. Entre 1974 y 1981 fue miembro de Firefall, y tras esto, tocó la batería para Jerry Jeff Walker. En los siguientes años continuaría colaborando con Gene Clarke, con quien realizó varios shows con el nombre "20th Anniversary Tribute to The Byrds", cuestión que lo tendría en una disputa legal con Roger McGuinn, David Crosby y Chris Hillman.
En 1991, Clarke reaparecería junto a sus antiguos compañeros de The Byrds, cuando fueron introducidos al Salón de la Fama del Rock. En aquella oportunidad interpretaron canciones como "Mr. Tambourine Man", "Turn! Turn! Turn!" y "I'll Feel a Whole Lot Better".
Durante gran parte de su vida luchó contra el alcoholismo y hacia 1990 su estado de salud decayó. Falleció en su casa de Treasure Island en 1993 debido a una insuficiencia hepática. Poco antes de morir, participó de una campaña en televisión para advertir sobre el consumo de alcohol en menores de edad. Siguiendo sus deseos, su novia Sussan Paul creó una fundación a nombre de Clarke que busca evitar la adicción a la bebida en los niños.

## Discografía
- Mr. Tambourine Man (1965)
- Turn! Turn! Turn! (1965)
- Fifth Dimension (1966)
- Gene Clark with the Gosdin Brothers (1967)
- Younger Than Yesterday (1967)
- The Notorious Byrd Brothers (1968)
- The Fantastic Expedition of Dillard & Clark (1968)
- Through the Morning Through the Night (1969)
- Burrito Deluxe (1970)
- The Flying Burrito Bros (1971)
- Last of the Red Hot Burritos (1972)
- Firefall (1976)
- Luna Sea (1977)
- Elan (1978)
- Undertow (1980)